# Los Javieres
Los Javieres är en ort i Mexiko, tillhörande kommunen Jocotitlán i den nordvästra delen av delstaten Mexiko. Orten hade 232 invånare vid folkräkningen 2010.